# ウォーターヘン湖 (マニトバ州)
ウォーターヘン湖（ウォーターヘンこ、英語: Waterhen Lake）はカナダのマニトバ州にある湖。州都ウィニペグの北およそ300km、ウィニペグ湖とウィニペゴシス湖との間に位置している。
ウィニペゴシス湖南東部から北流するウエストウォーターヘン川とリトルウォーターヘン川が注ぎ、ウォーターヘン川が南のマニトバ湖へと流れ出している。